# Giờ xanh

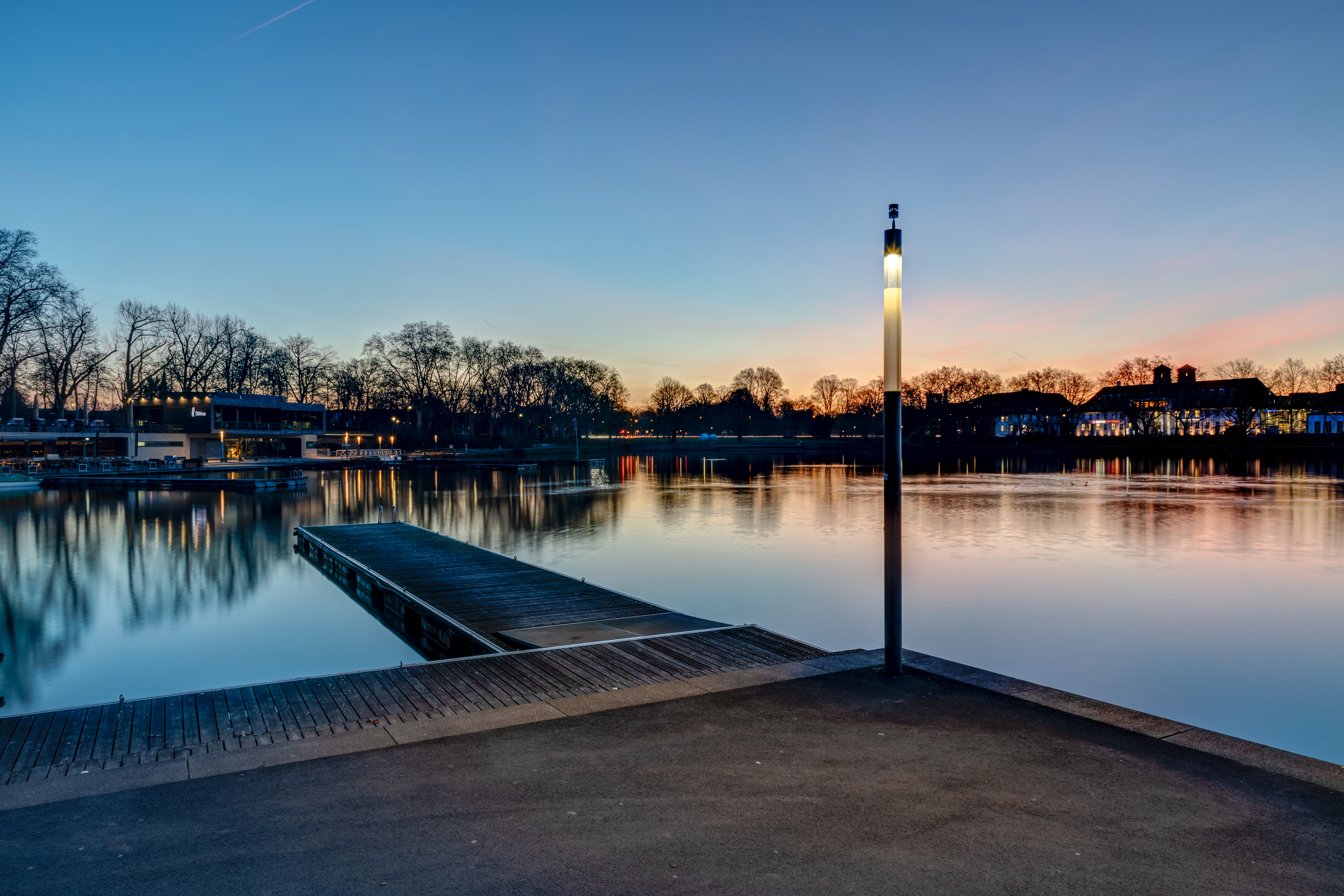
Nhà hàng và bến tàu tại Aasee, Münster, North Rhine-Westphalia, Đức (2019)

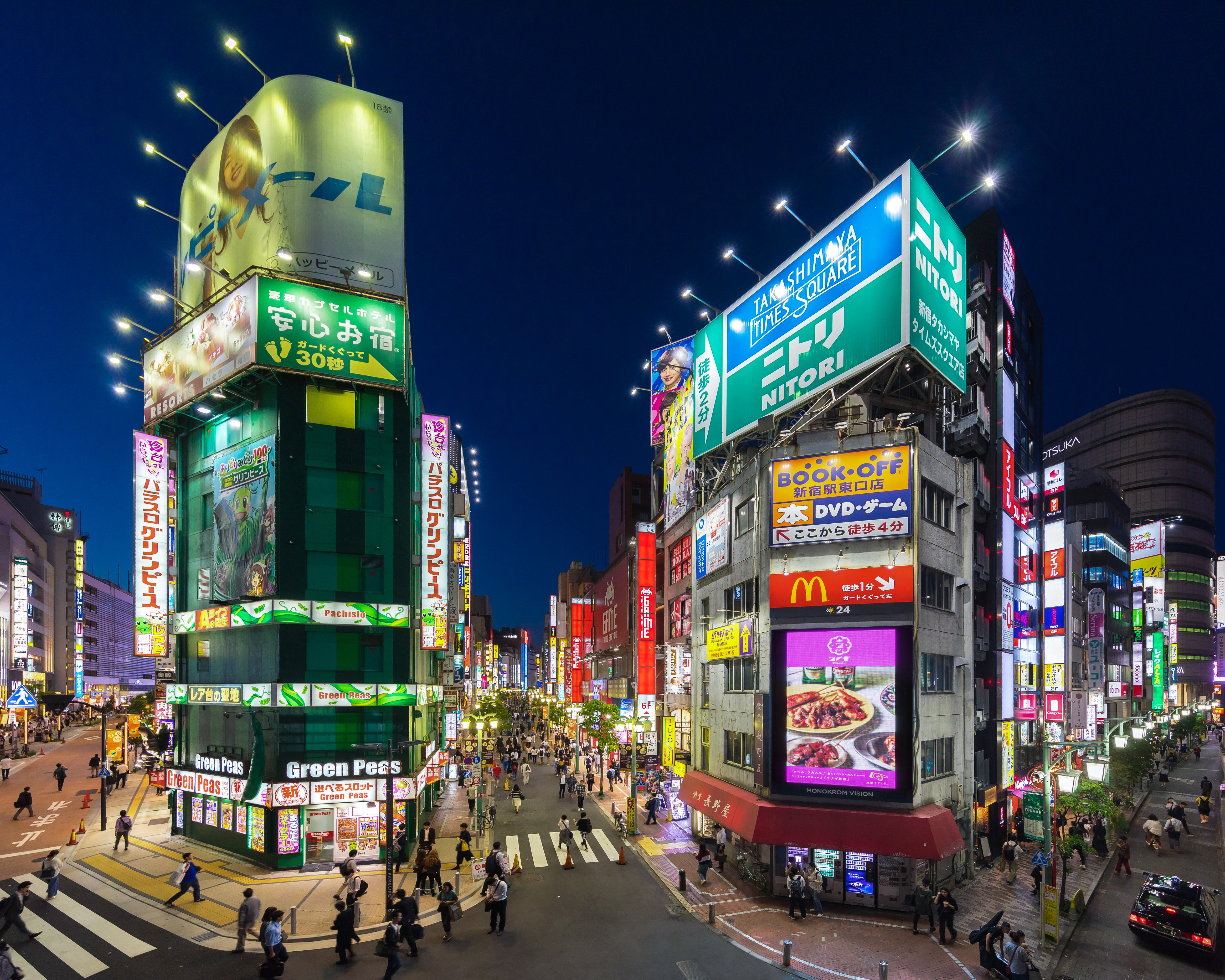
Giờ xanh ở Shinjuku, Nhật Bản

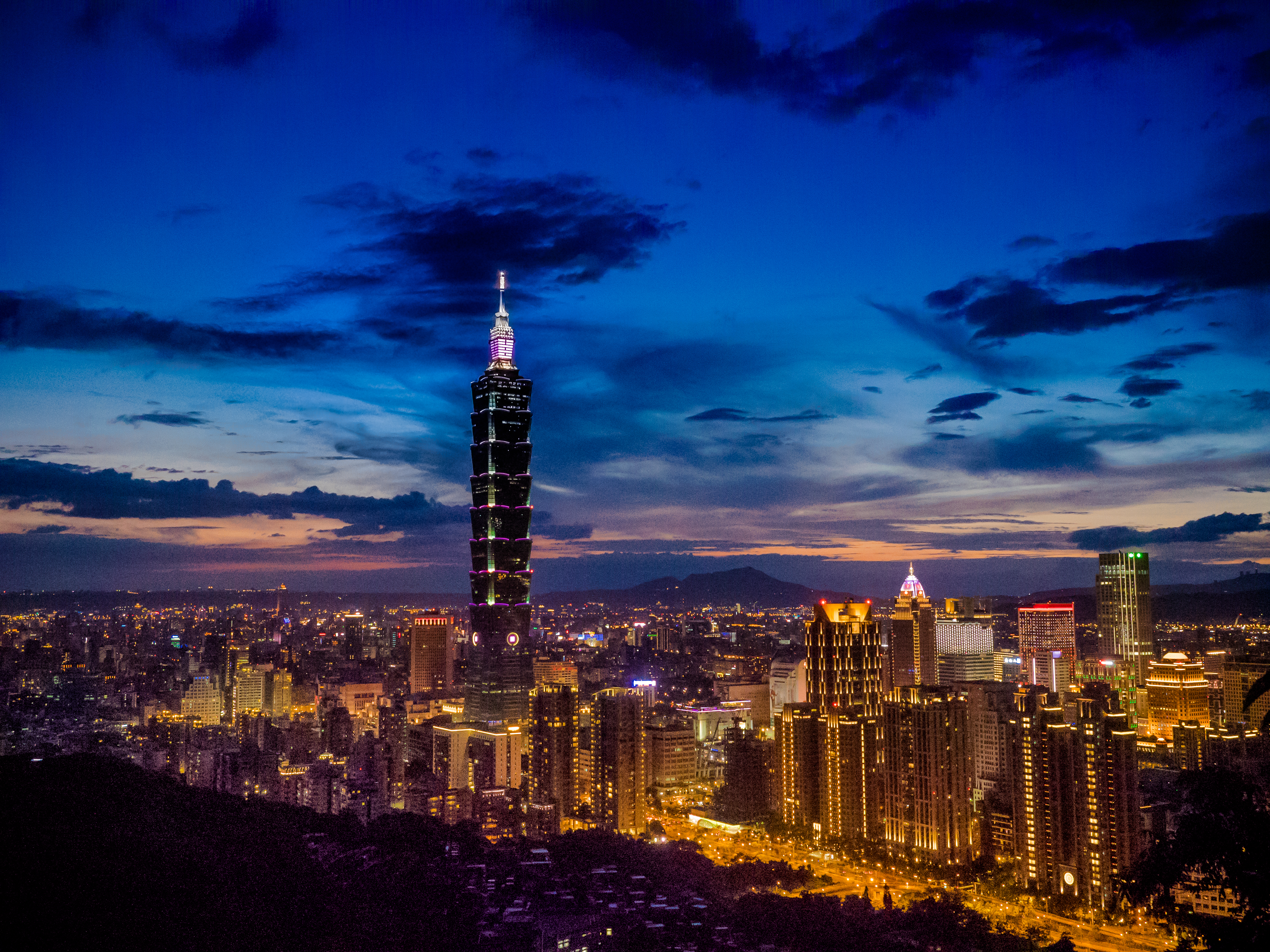
Giờ xanh ở Đài Bắc, Đài Loan

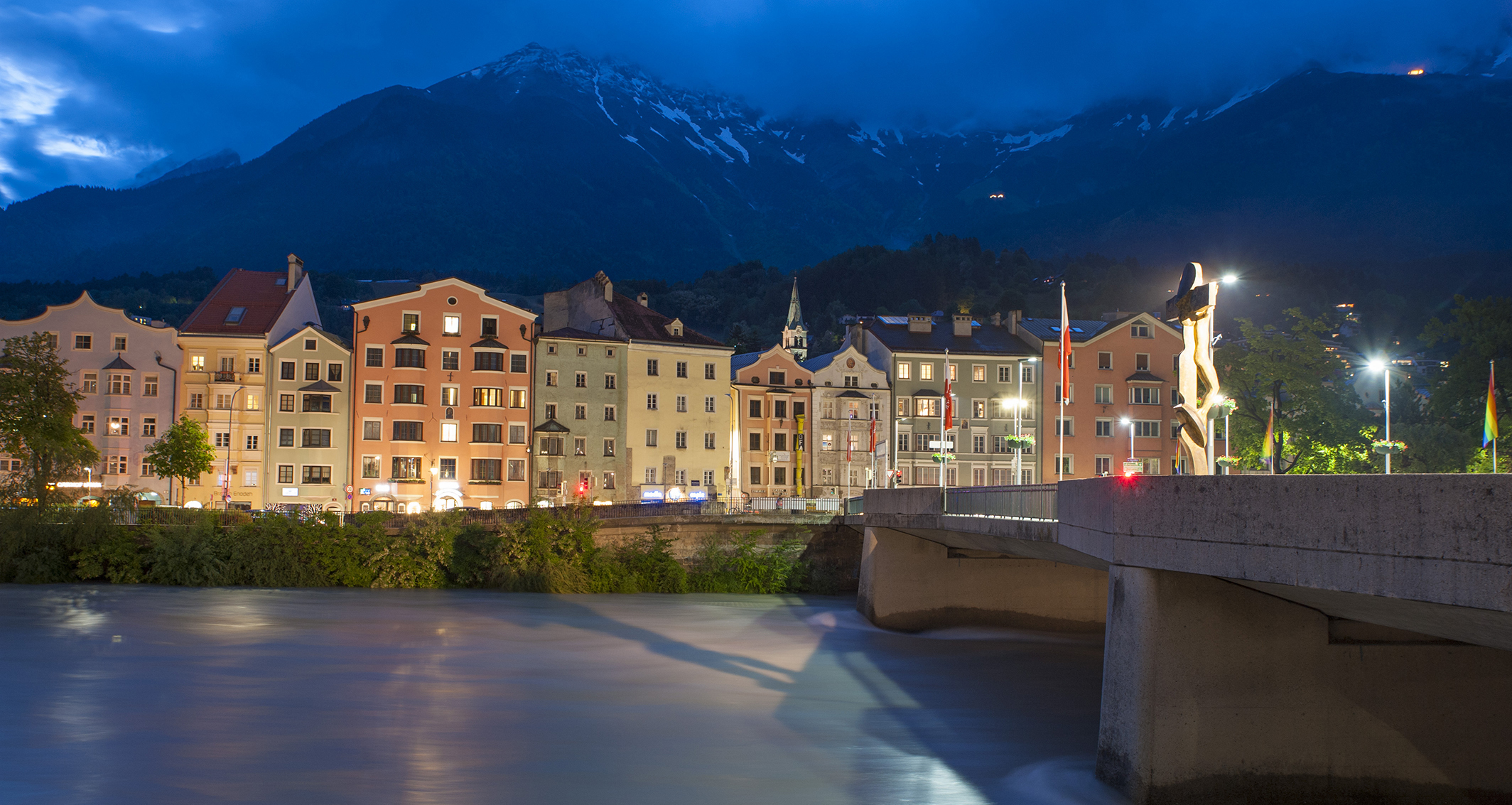
Giờ xanh ở Innsbruck, Áo

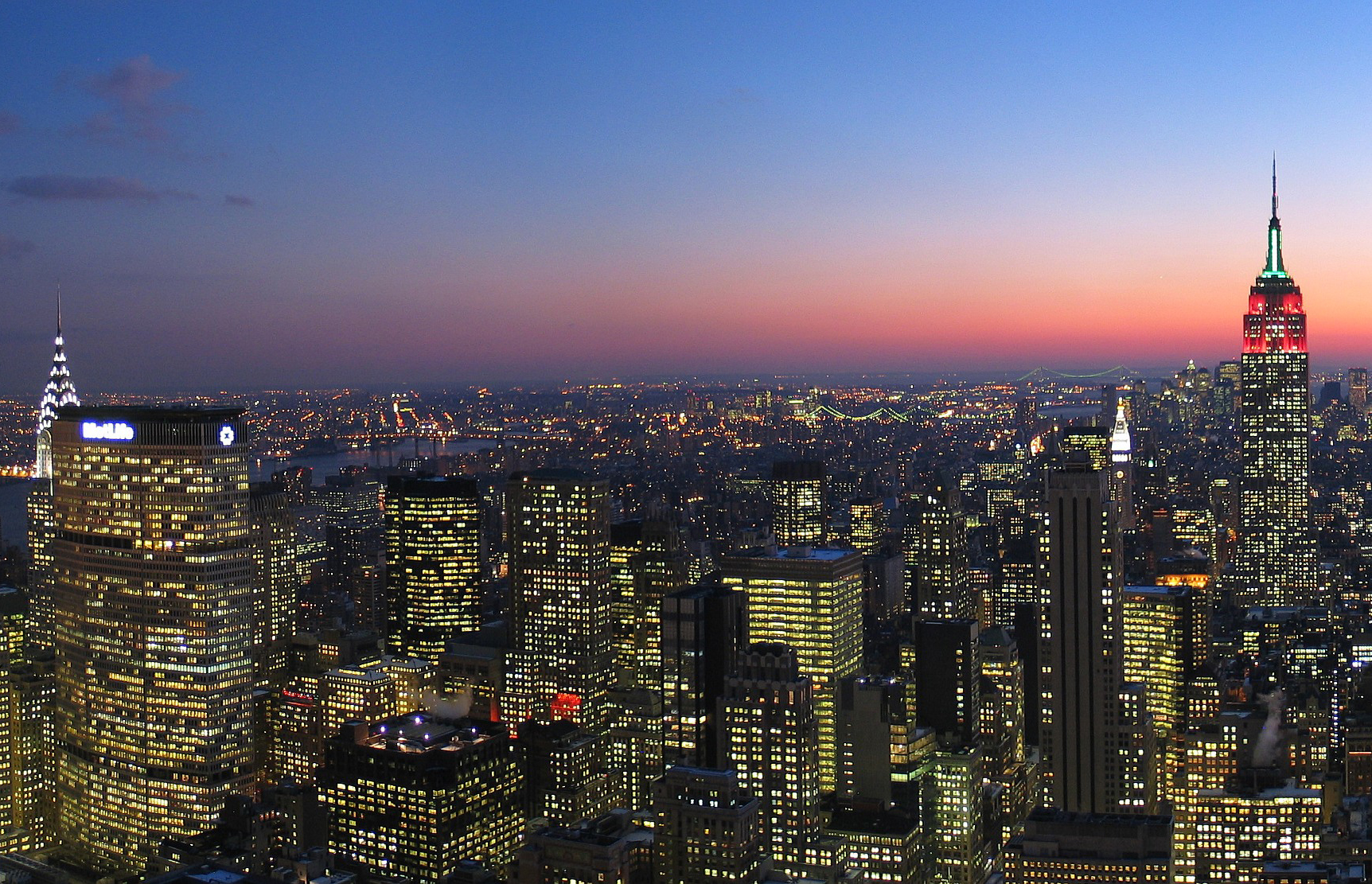
Trung tâm Manhattan trong giờ xanh

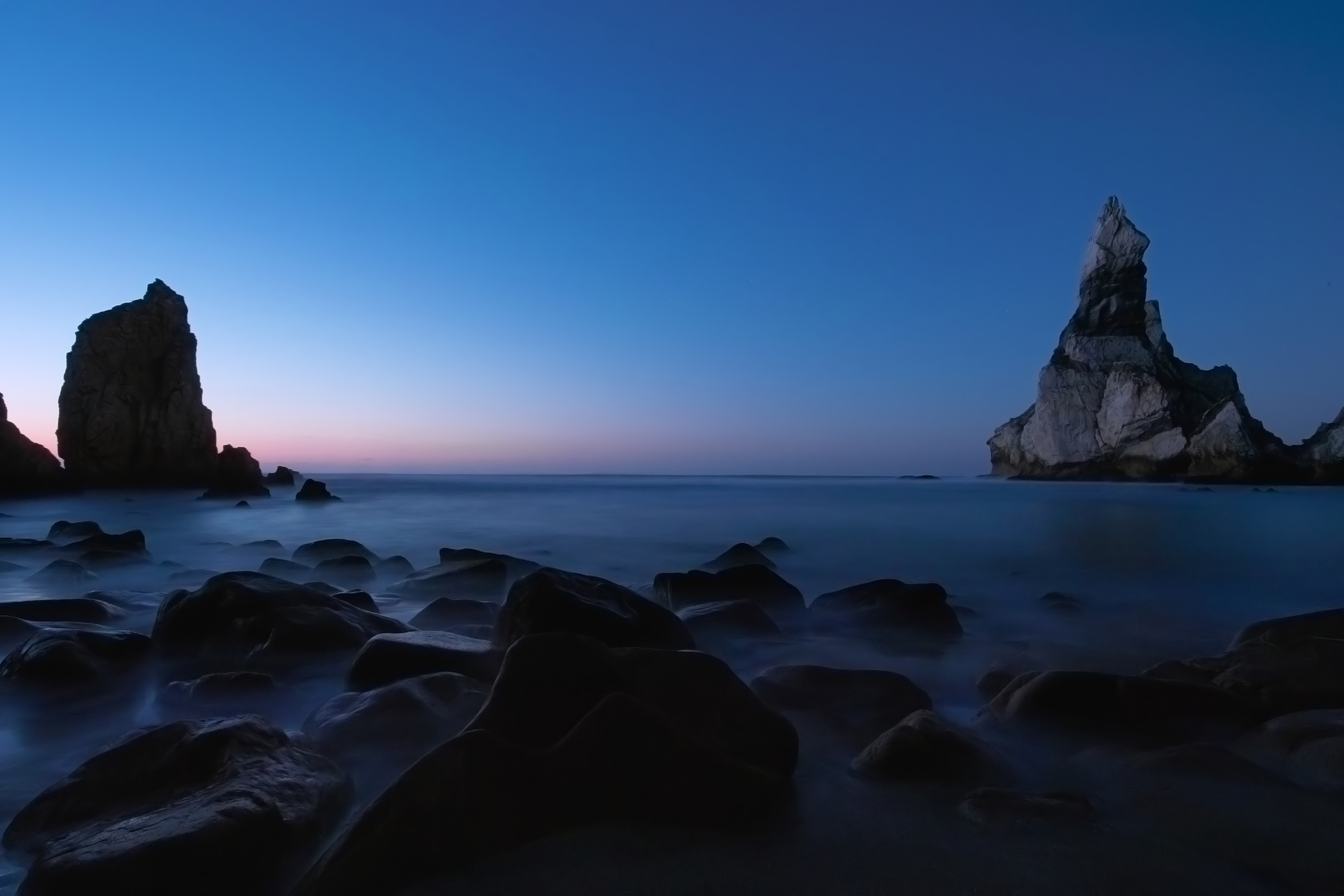
Praia da Ursa, Sintra, Bồ Đào Nha: Một góc nhìn rộng về cảnh biển trong giờ xanh

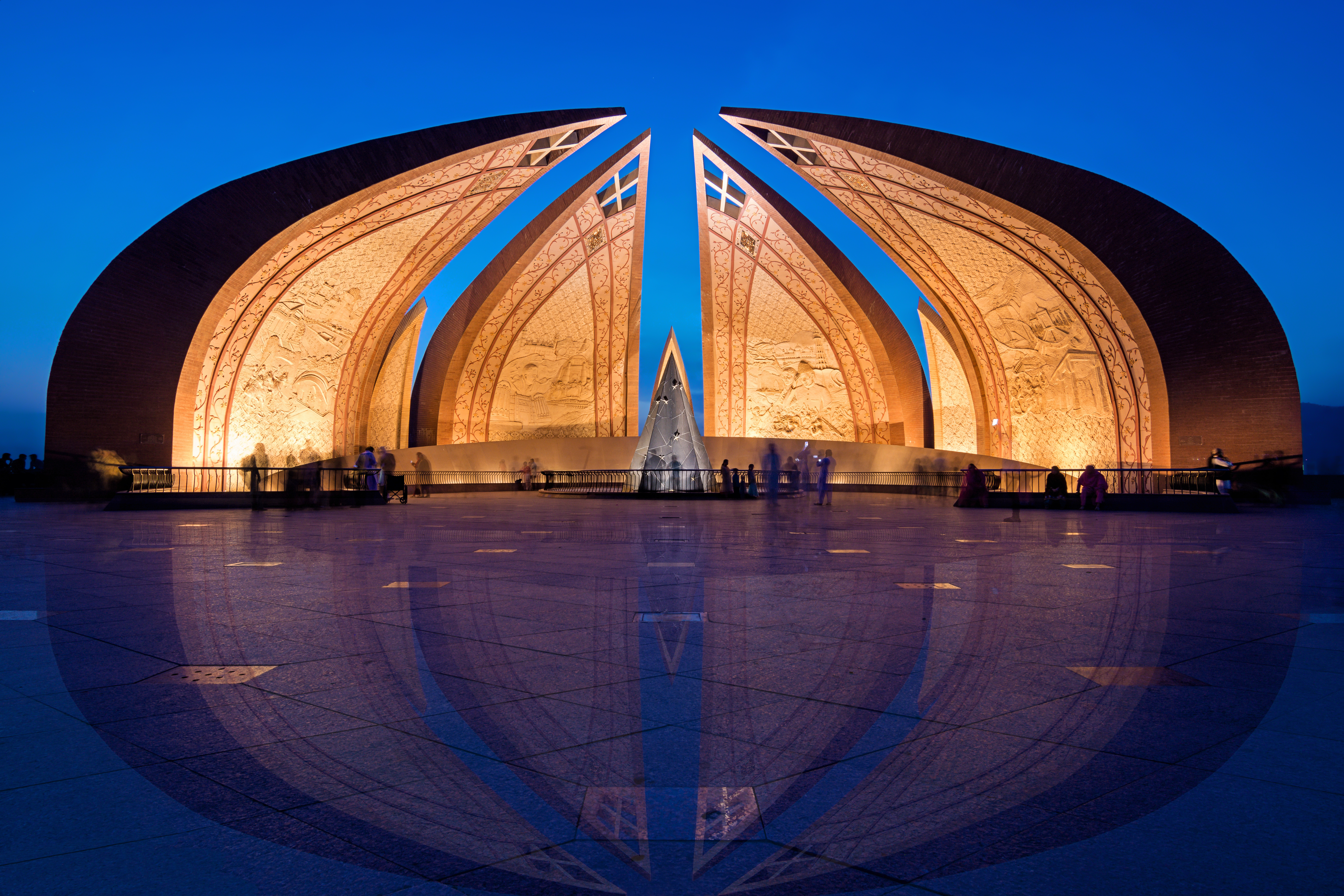
Giờ xanh ở Đài tưởng niệm Pakistan, Islamabad, Pakistan

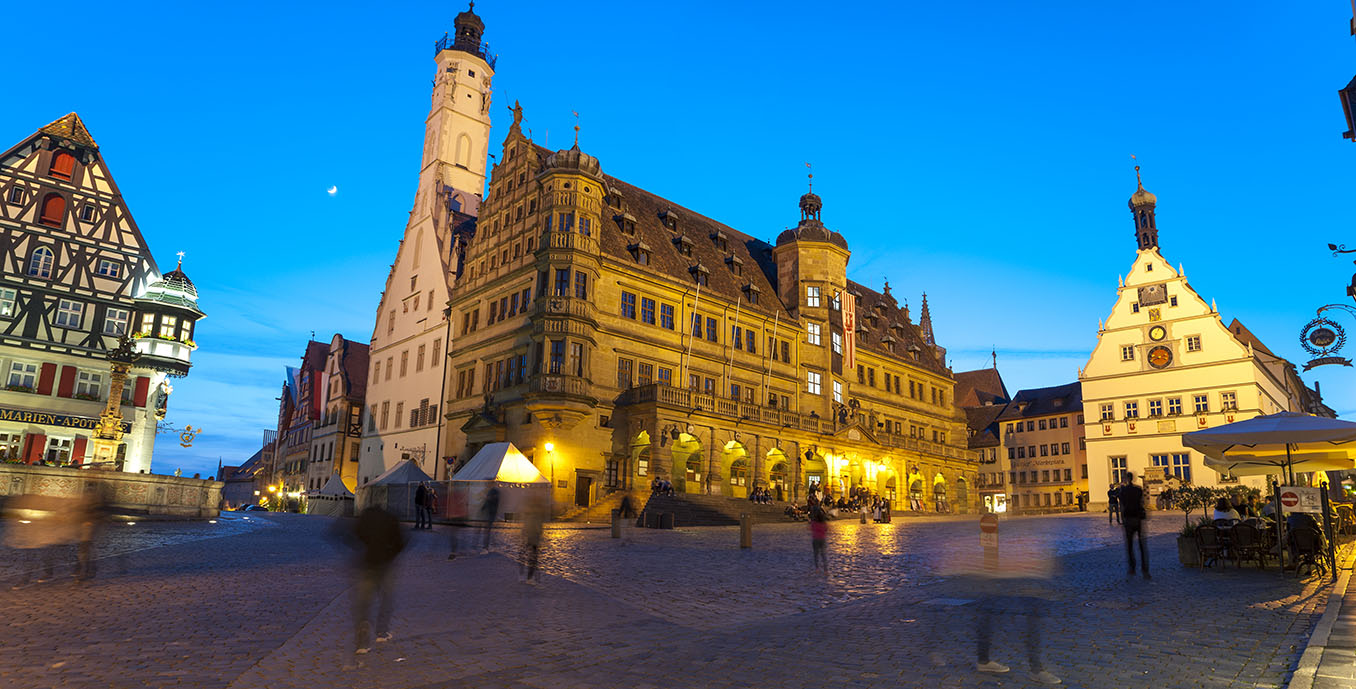
Giờ xanh ở Rothenburg ob der Tauber, Đức

Giờ xanh (từ tiếng Pháp l'heure bleue) là giai đoạn chạng vạng vào buổi sáng hoặc buổi tối (khoảng thời gian chạng vạng dân dụng và chạng vạng hàng hải), khi Mặt Trời nằm sâu bên dưới đường chân trời và ánh sáng Mặt Trời gián tiếp còn sót lại chiếu lên bầu trời mang chủ yếu một màu xanh lam đậm, khác với màu xanh lam của bầu trời trong lúc ban ngày do sự tán xạ Rayleigh.
Giờ xanh xảy ra khi Mặt Trời đủ xa phía dưới đường chân trời để các bước sóng màu xanh trong phổ tán xạ trên bầu trời của Mặt Trời chiếm ưu thế do sự hấp thụ Chappuis do tầng ozone gây ra. Giờ xanh là một từ ngữ thường dụng và không có định nghĩa chính thức, không giống như bình minh, hoàng hôn và 3 giai đoạn của chạng vạng. Thay vào đó, nó đề cập đến một trạng thái ánh sáng tự nhiên thường xảy ra lúc bình minh vào buổi sáng và trong giai đoạn cuối của hoàng hôn vào buổi tối.

## Làm thế nào và khi nào nó xảy ra
Lời giải thích vẫn thường được trình bày không chính xác cho rằng bầu khí quyển sau hoàng hôn và trước khi Mặt Trời mọc của Trái Đất chỉ tiếp nhận và tán xạ các bước sóng màu xanh lam ngắn hơn của Mặt Trời và tán xạ các bước sóng dài hơn, đỏ hơn để giải thích tại sao màu sắc trời của giờ này lại quá xanh. Trên thực tế, giờ xanh xảy ra khi Mặt Trời đủ xa dưới đường chân trời để các bước sóng màu xanh của Mặt Trời chiếm ưu thế do sự hấp thụ Chappuis do ozone gây ra. Ngay cả một số trang web dành riêng cho thông tin về ozone vẫn tuyên bố không chính xác rằng ozone không đóng góp vào màu xanh của bầu trời, mặc dù hiệu ứng này yếu hơn nhiều trong hầu hết ban ngày, khoảng từ lúc chạng vạng buổi sáng đến lúc buổi tối.
Khi bầu trời trong, giờ xanh có thể là một cảnh tượng đầy màu sắc, với ánh sáng Mặt Trời gián tiếp trên bầu trời nhuốm màu vàng, cam, đỏ và xanh. Hiệu ứng này được gây ra bởi độ khuếch tán tương đối của các bước sóng ngắn (các tia có màu xanh hơn) của ánh sáng khả kiến so với các bước sóng dài hơn (các tia đỏ hơn). Trong "giờ" xanh, ánh sáng đỏ (nếu không bị giữ lại bởi mây hay các hạt mịn khí quyển) ra ngoài không gian trong khi ánh sáng xanh bị tán xạ trong khí quyển và do đó chạm tới bề mặt Trái Đất (và người quan sát). Giờ xanh thường kéo dài khoảng 20-30 phút ngay sau khi Mặt Trời lặn hoặc ngay trước khi Mặt Trời mọc. Chẳng hạn, nếu Mặt Trời lặn lúc 6:30 tối, giờ xanh sẽ xảy ra từ 6:40 tối đến 7 giờ tối. Nếu Mặt Trời mọc lúc 7:30 sáng, giờ xanh sẽ xảy ra từ 7 giờ sáng đến 7:20 sáng. Thời gian trong năm, địa điểm và chất lượng không khí đều có tác động đến thời gian chính xác xảy ra của giờ xanh.

## Chụp ảnh giờ xanh
Nhiều nghệ sĩ đánh giá cao thời điểm này do chất lượng của ánh sáng mềm. Mặc dù giờ xanh không có định nghĩa chính thức, phổ màu xanh lam nổi bật nhất khi Mặt Trời nằm trong khoảng từ 4° đến 8° dưới đường chân trời. Các nhiếp ảnh gia trân trọng giờ xanh do tâm trạng yên tĩnh mà nó gợi ra. Khi chụp ảnh giờ xanh, để nổi bật nên chụp các đối tượng có nguồn sáng nhân tạo, chẳng hạn như các tòa nhà, tượng đài, cảnh quan thành phố hoặc cầu.

## Giờ xanh trong hội họa
Xem thêm: Commons: Tranh về chạng vạng

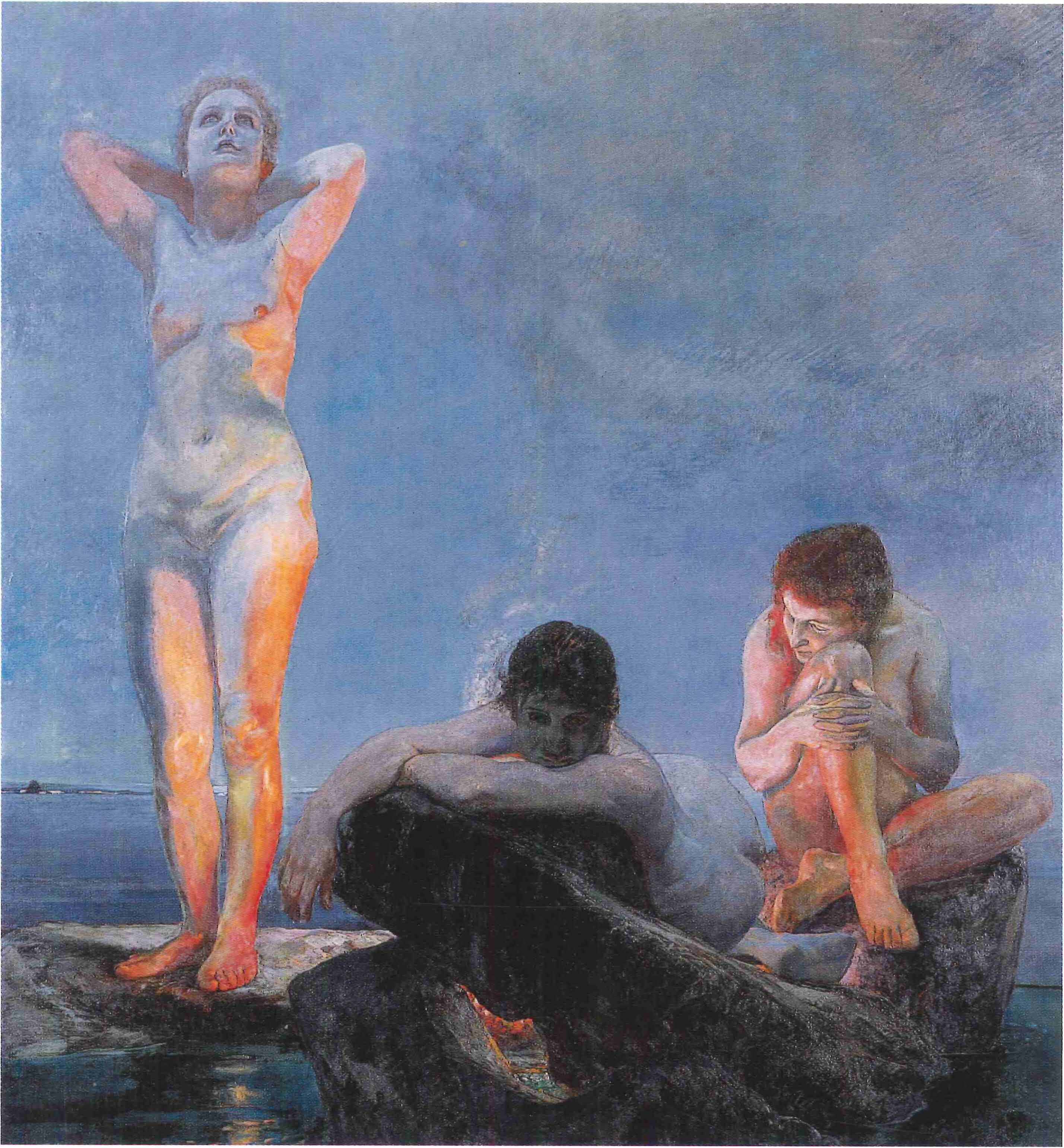
Die blaue Stunde (1890), tranh của Max Klinger
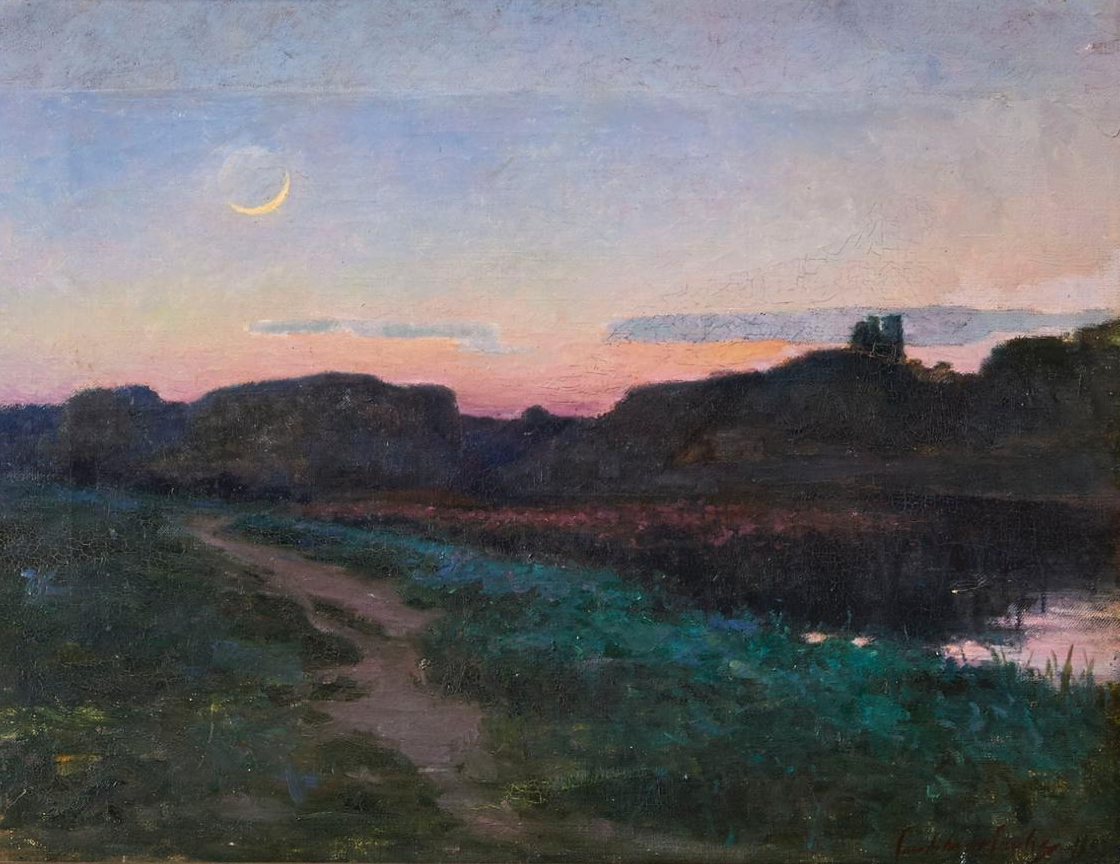
Sunset (1897), tranh của António Cândido da Cunha
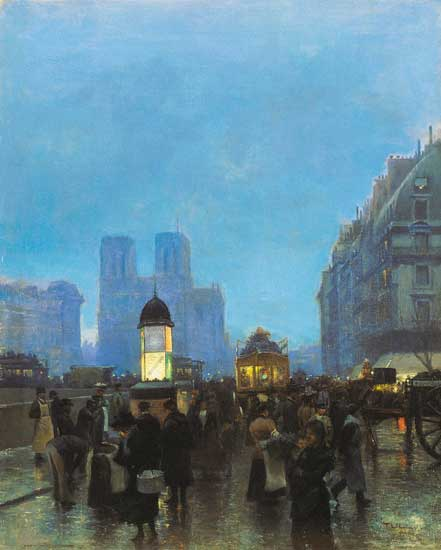
Twilight (1897), tranh của Ödön Tull
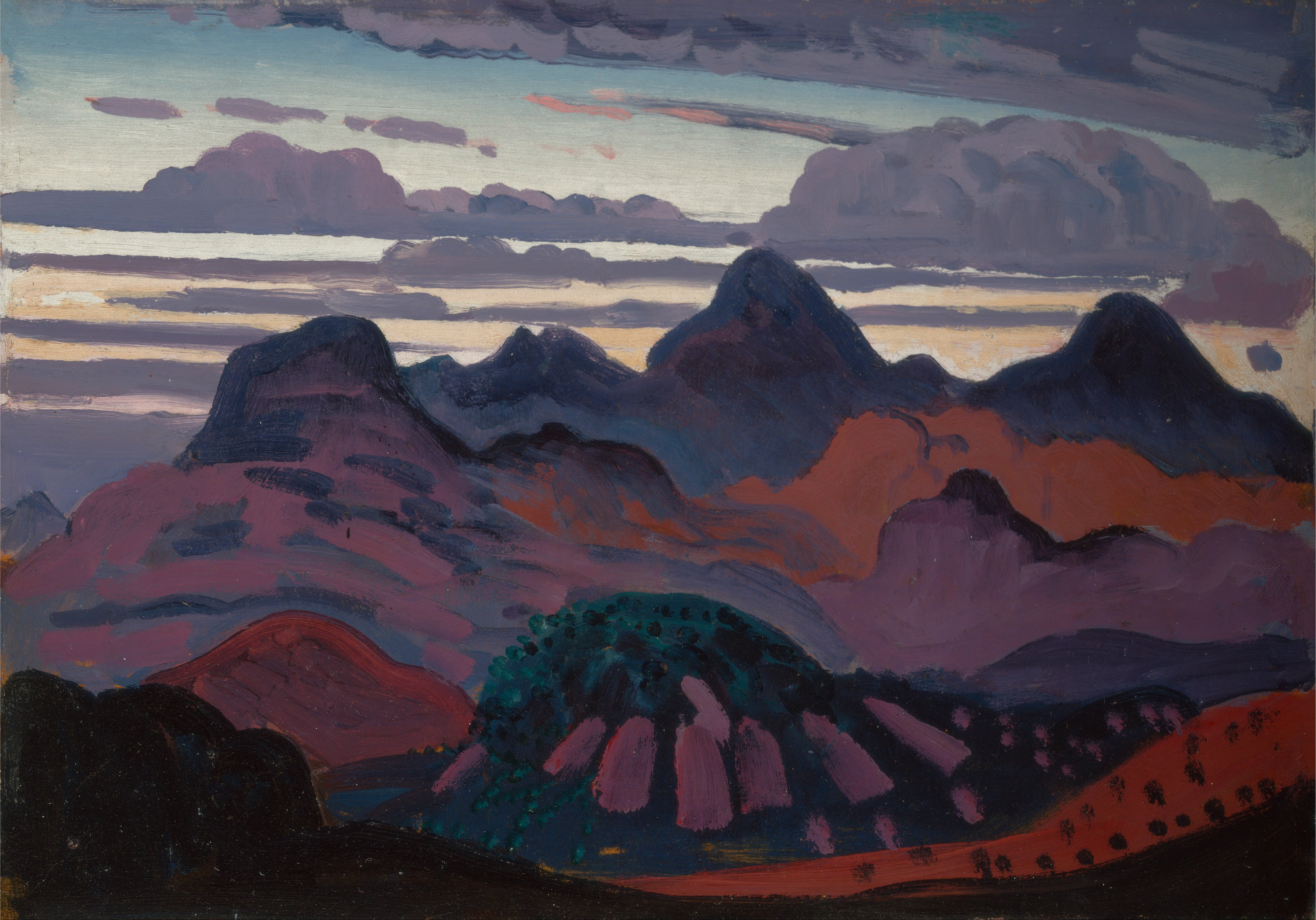
Deep Twilight, Pyrenees (1912/1913), tranh của James Dickson Innes
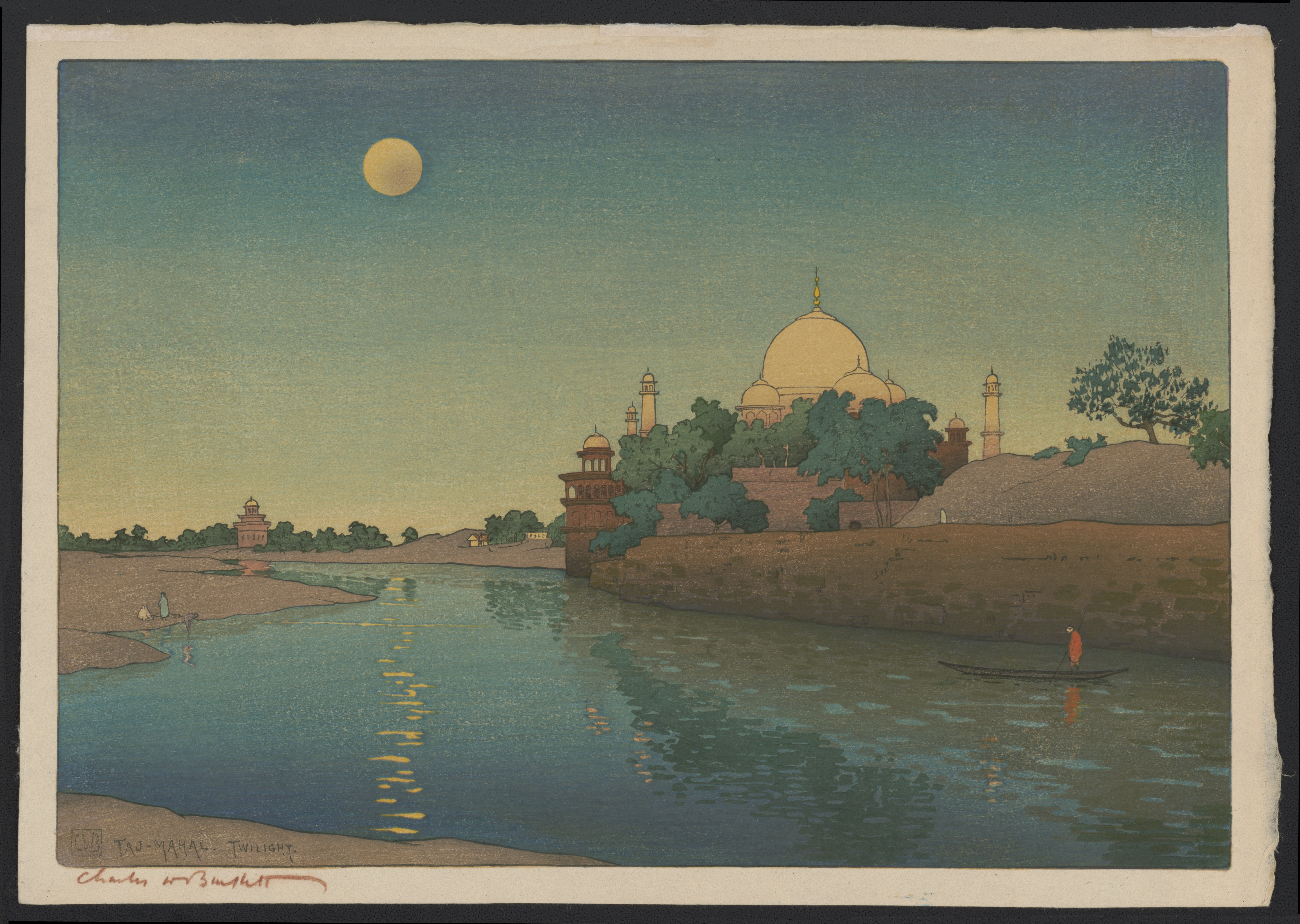
Taj-Mahal, twilight (1920), tranh gỗ của Charles W. Bartlett
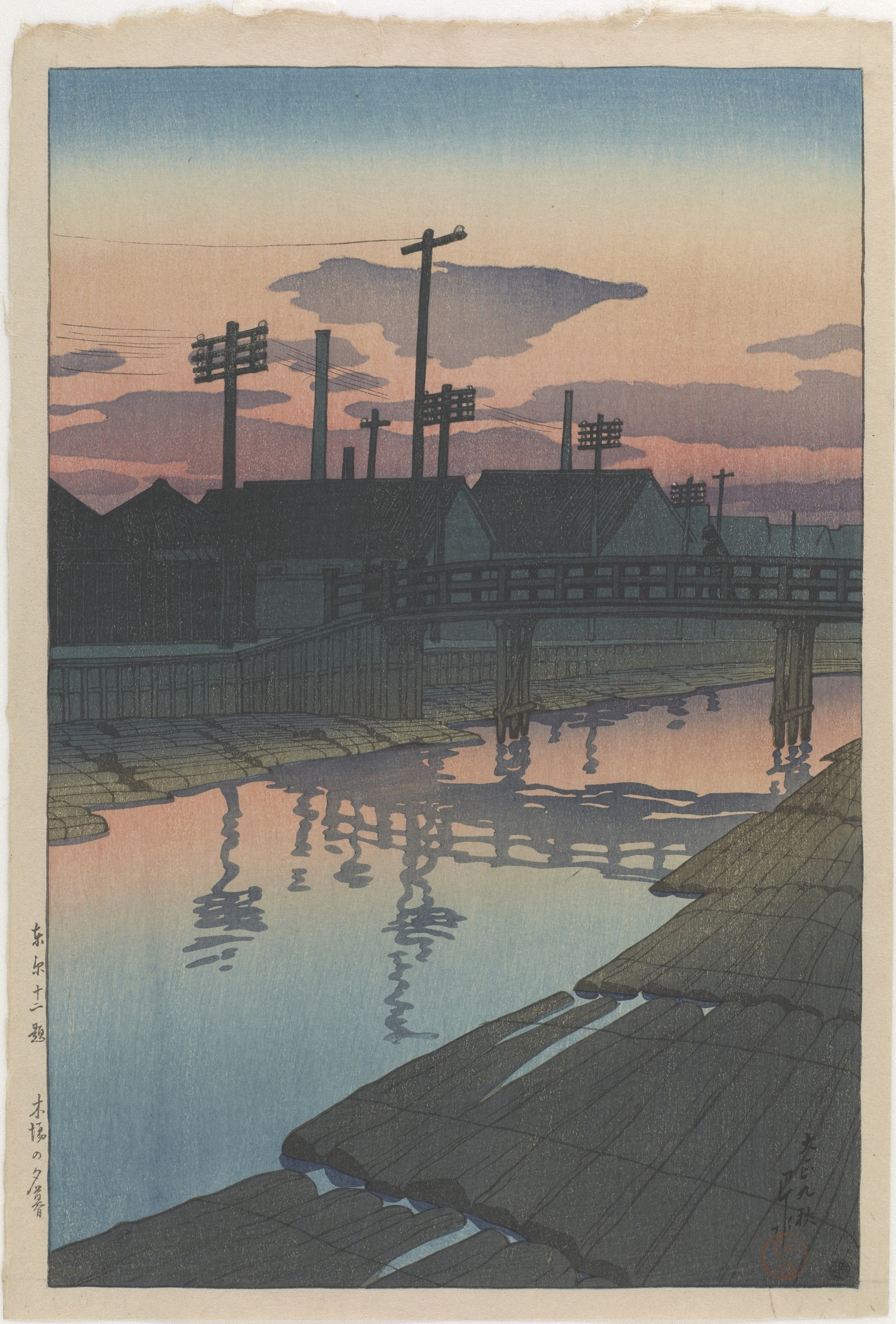
Evening at the Lumber Yards of Kiba (1920), tranh gỗ của Kawase Hasui